# Jerzy Makarczyk
Jerzy Michał Makarczyk (* 24. Juli 1938 in Warschau) ist ein polnischer Rechtsanwalt, Professor für Völkerrecht und war Richter am Europäischen Gerichtshof für Menschenrechte, Präsident des Institut de Droit International  und Richter am Europäischen Gerichtshof.

## Werdegang
Jerzy Makarczyk promovierte 1966 zum Doktor der Rechte und wurde 1974 zum Professor für Völkerrecht ernannt. 1985 wurde er Senior Visiting Fellow in Oxford und 1988 auch Professor an der International Christian University Tokio. Er war von 1989 bis 1992 Unterstaatssekretär und dann Staatssekretär für auswärtige Angelegenheiten Polens. Für die Regierung Polens nahm er als Unterhändler an den Verhandlungen über den Rückzug der sowjetischen Truppen aus dem Gebiet der Republik Polen teil. Makarczyk war dann Präsident der Delegation der Republik Polen bei der Generalversammlung der Vereinten Nationen. Von 1992 bis 2002 war er Richter am Europäischen Gerichtshof für Menschenrechte. Makarczyk war von 2002 bis 2004 Berater des polnischen Ministerpräsidenten Leszek Miller für Außenpolitik und Menschenrechte. 2003 war er Präsident des Institut de Droit International und 2004 bis 2009 Richter am Europäischen Gerichtshof.
Er veröffentlichte Werke zum Völkerrecht, dem Europarecht und zu den Menschenrechten.